# 경북예술고등학교
경북예술고등학교(慶北藝術高等學校)는 대한민국 대구광역시 남구 대명동에 있는 사립 고등학교이다.

## 학교 연혁
- 1964년 : 신입생 88명 임시 개교
- 1965년 : 경북예술고등학교 개교 (대명동 1804-1)
- 1965년 : 초대 교장 김경수 선생 취임
- 1969년 : 봉덕동 산 90번지 신축교사로 이전
- 1970년 : 신축교사 4층 46교실 완공
- 1970년 : 소속재단이 학교 법인 춘추숙과 합병
- 1976년 : 대명동 1804-1 현교사로 이전
- 1980년 : 소속재단이 학교법인 협성교육재단으로 통합
- 2020년 9월 : 제19대 교장 최승욱 선생 취임
- 2022년 2월 : 제55회 졸업식(졸업생 총 수 25,651명)
- 2022년 3월 : 신입생 입학(신입생 409명)

## 설치 학과
- 무용과
- 음악과
- 미술과

## 참고 자료
- 경북예술고등학교 - 한국교육학술정보원 학교알리미